# Eptatretus sinus
Eptatretus sinus – gatunek bezszczękowca z rodziny śluzicowatych (Myxinidae). 

## Zasięg występowania
Zatoka Kalifornijska.

## Cechy morfologiczne
Osiąga 48,1 cm długości. 

## Biologia i ekologia
Występuje na głębokości 198-1330 m.